# Kanton Montaner
Montaner is een voormalig kanton van het Franse departement Pyrénées-Atlantiques. Het kanton maakte deel uit van het arrondissement Pau. Het werd opgeheven bij decreet van 25 februari 2014, met uitwerking op 22 maart 2015.

## Gemeenten
Het kanton Montaner omvatte de volgende gemeenten:
- Aast
- Baleix
- Bédeille
- Bentayou-Sérée
- Casteide-Doat
- Castéra-Loubix
- Labatut
- Lamayou
- Maure
- Monségur
- Montaner (hoofdplaats)
- Ponson-Debat-Pouts
- Ponson-Dessus
- Pontiacq-Viellepinte
- Sedze-Maubecq